# Bianca Bazaliu
Bianca Maria Bazaliu (n. 30 iulie 1997, în Slatina) este o handbalistă din România care joacă pentru clubul Gloria Bistrița.
În 2014, ea a fost componentă a echipei de junioare a României care a câștigat medalia de aur la Campionatul Mondial din Macedonia. Bazaliu s-a clasat a doua în topul marcatoarelor, cu 76 de goluri înscrise, și a fost votată în echipa ideală a turneului ca cel mai bun intermediar stânga al competiției.

## Palmares
- Campionatul Mondial pentru Junioare:
  -  Medalie de aur: 2014

- Liga Campionilor EHF
  -  Câștigătoare: 2016
  -  Medalie de bronz: 2017, 2018

- Liga Europeană:
  -  Finalistă: 2024

- Liga Națională:
  -  Câștigătoare: 2015, 2016, 2017, 2018
  -  Medalie de bronz: 2023, 2024

- Cupa României:
  -  Câștigătoare: 2016, 2017, 2018
  -  Finalistă: 2015

- Supercupa României:
  -  Câștigătoare: 2016, 2017
  -  Finalistă: 2018
  -  Medalie de bronz: 2024
  - Semifinalistă: 2023

## Premii individuale
- Interul stânga al All-Star team la Campionatul Mondial pentru Junioare: 2014[7][9]
- Cetățean de onoare al Bucureștiului: 2016[10][11]